# Église Saint-Joseph d'Iracoubo
Pour les articles homonymes, voir Église Saint-Joseph.
L'église Saint-Joseph d'Iracoubo est une église catholique située dans la commune d'Iracoubo, en Guyane.

## Localisation
L'église est située dans le département français de la Guyane, dans la commune d'Iracoubo.

## Historique
L'église fut construite à l'initiative du Père Raffray, nommé en 1886. Elle fut entièrement décorée par Pierre Huguet, un bagnard d'un camp à Iracoubo. La fresque s'étend sur 400 m2 et le style est réputé naïf. L'édifice est classé au titre des monuments historiques en 1978.

Peintures de Pierre Huguet
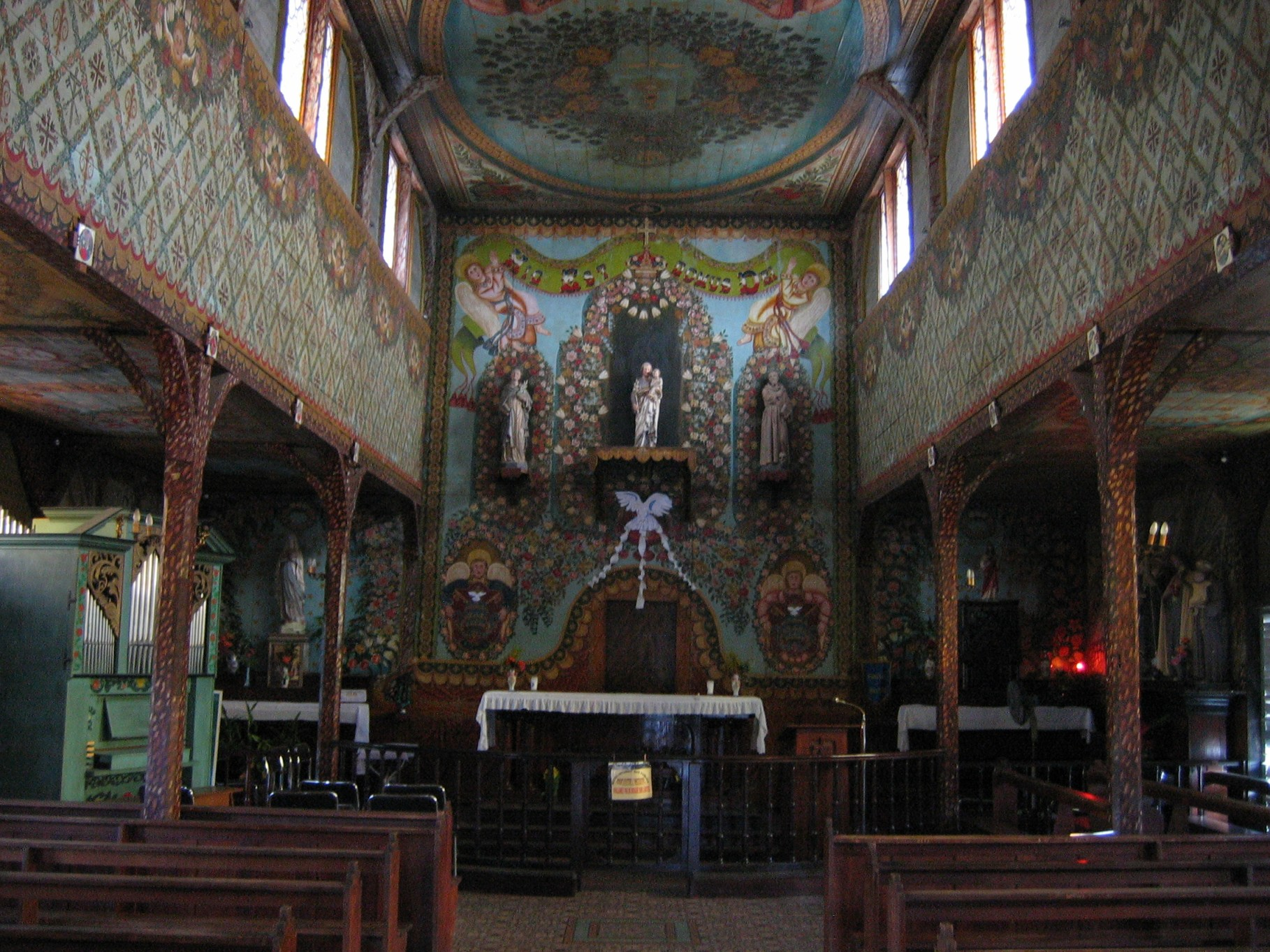
Intérieur de la nef.
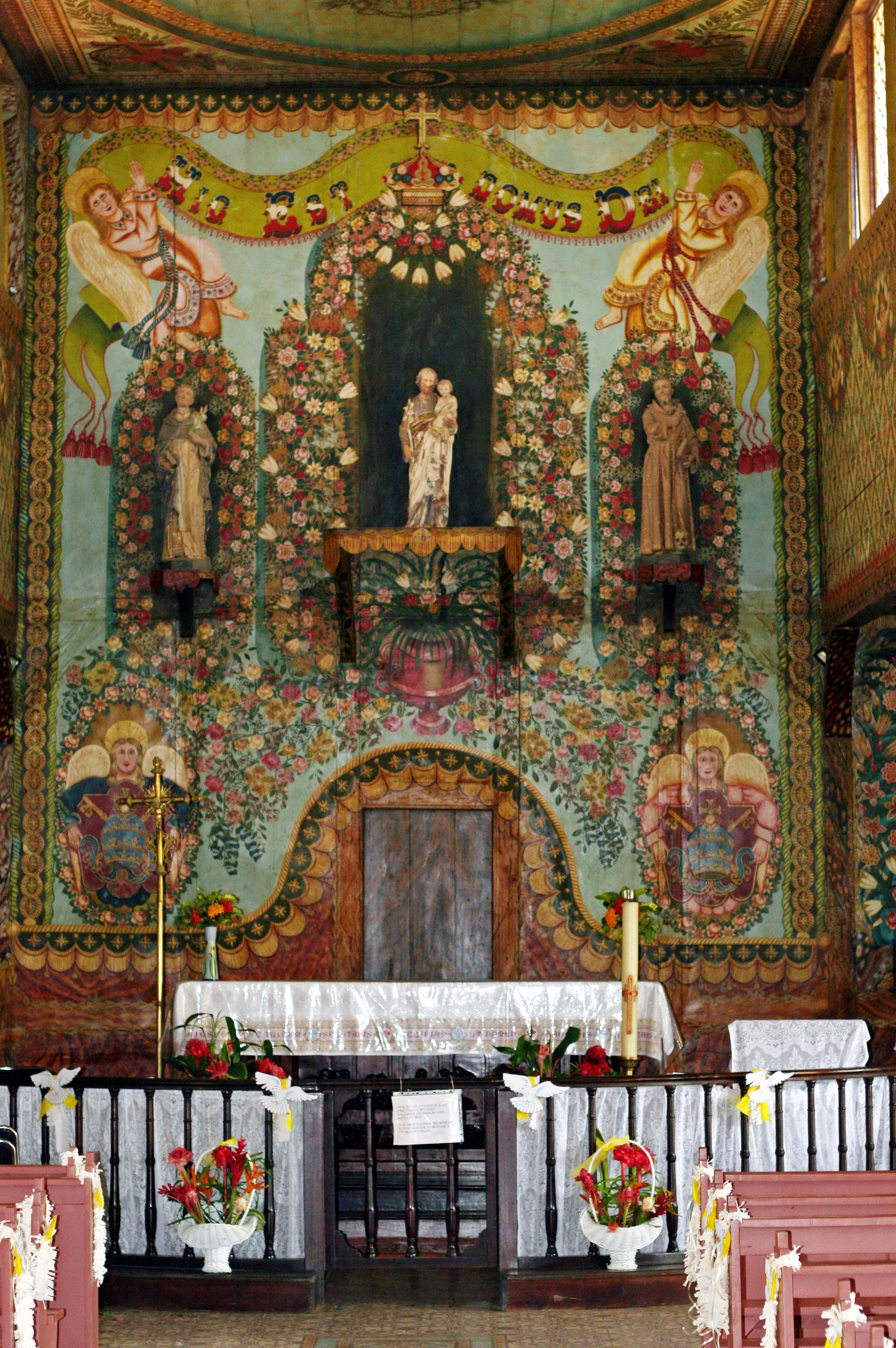
Autel.
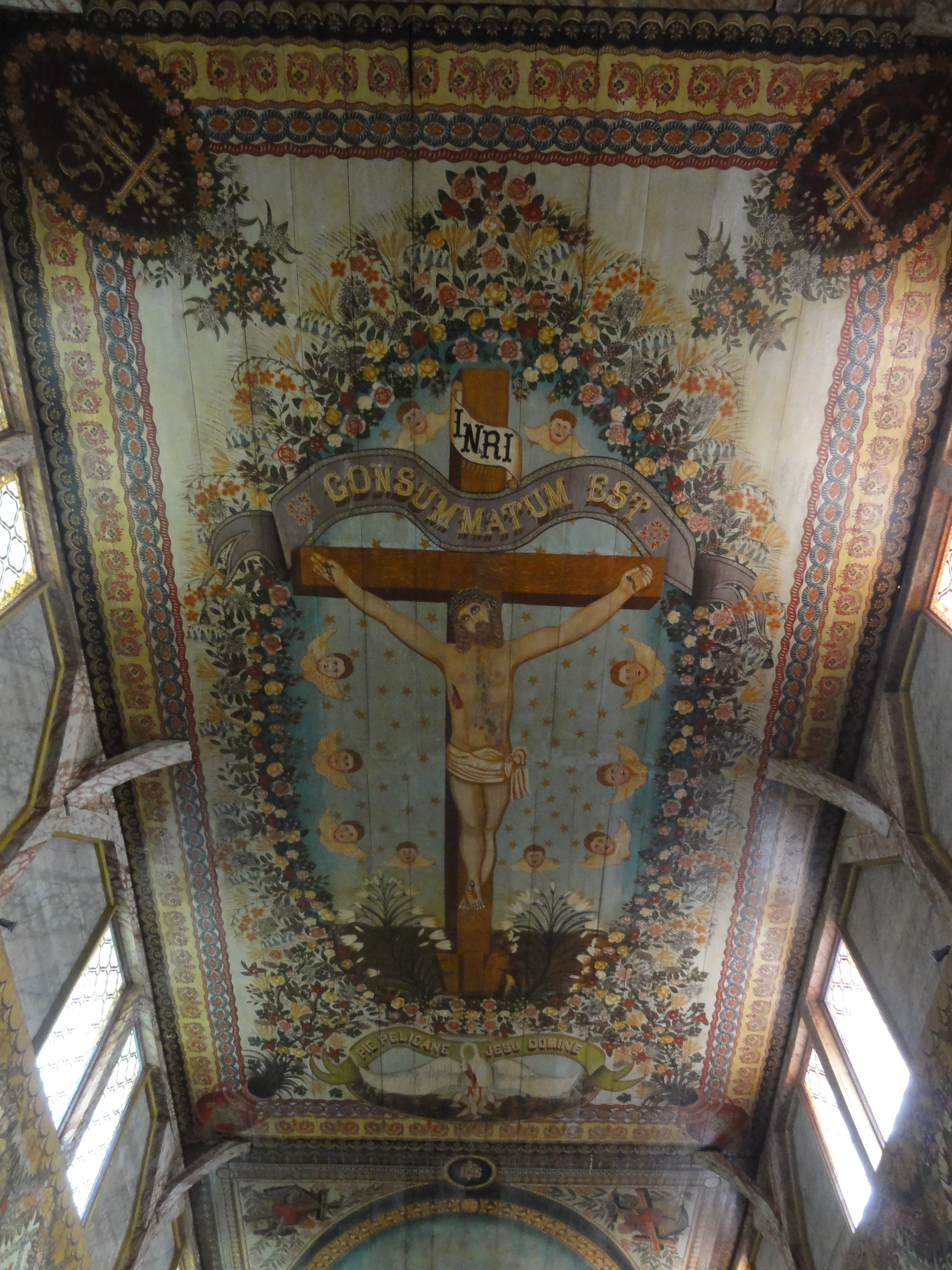
Plafond.